# Wang Haoze
Wang Haoze (王浩泽), née en mars 1990, est une femme de nationalité chinoise et d'ethnie mandchoue. Elle est originaire de Luanping, dans la province du Hebei. Membre du Parti communiste chinois, elle est titulaire d'un diplôme de master. Ancienne ingénieure senior à l'Institut 11 de la Société de sciences et technologies aérospatiales de Chine, elle a été sélectionnée en septembre 2020 pour la troisième promotion des astronautes chinois. Actuellement, elle est ingénieure de vol spatial au sein de la Brigade des astronautes de l'Armée populaire de libération de Chine, avec le grade de lieutenant-colonel. En 2023, elle a été intégrée à l’équipage de la mission Shenzhou 19, devenant la première femme ingénieure de vol spatial de Chine, la troisième femme astronaute chinoise et la deuxième astronaute issue d’une minorité ethnique mandchoue après Zhang Xiaoguang,.

## Biographie
Wang Haoze est née en 1990 dans le district de Luanping, situé dans la région de Chengde, dans la province du Hebei. Son père était policier dans la circulation routière et sa mère enseignante dans un collège. Après avoir été admise à l’Université du Sud-Est dans le programme d’ingénierie thermique et énergétique, elle a rejoint le Parti communiste chinois en décembre 2009. Elle faisait également partie de l’équipe d’athlétisme de l’université, participant régulièrement aux compétitions provinciales du Jiangsu. Wang a obtenu d'excellents résultats académiques et a été admise sans concours pour poursuivre un master en physique de l’ingénierie dans la même université, avec une spécialisation en détonation plasma[précision nécessaire]. Après l'obtention de son diplôme, elle a intégré la China Aerospace Science and Technology Corporation, travaillant sur la recherche et le développement de moteurs de fusée. Elle a ensuite postulé et été sélectionnée dans la troisième promotion d'astronautes chinois en septembre 2020. En janvier 2021, elle a rejoint les rangs de l'armée et, en 2023, a été sélectionnée pour l'équipage de Shenzhou 19.